# Долна Василица
Вижте пояснителната страница за други значения на Василица.
Долна Василица е село, разположено в Западна България. То се намира в община Костенец, Софийска област. 

## История
В началото на 21 век селото е напълно обезлюдено, но в същото време в неговото землище са разположени градовете Костенец и Момин проход. Към Долна Василица са причислени махалите източно от пролома: Гьола, Трите къщи , Вологарска , Гергичка, Шуманска и Бальова . В махала Шуманска няма изграден храм, но се намира единственото изградено училище. През 2024 г  постройката му все още съществува. Махала Шуманска се дели на три махали: Шуманска е първата на входа от град  Костенец ,след училището е втората Боренкьовска махала и вляво от нея се намира Кандовска махала  или Малка София. При Гробищата в местността Дупките има разкопки за желязна руда. В махала Гергичка са родени Георги Станков и брат му Мирко Станков антифашисти  и интербригадисти.  На мястото на тяхната къща има изграден паметник, паметникът се намира между махала Шуманска и махала Гергичка. Георги Станков , Мирко Станков и Никола Ненчев участват в Септемврийското въстание през 1923 година.    

## Забележителности
- Възвишението Долна Василица в планината Златица (дн. Ихтиманска средна гора), разположено между старопланинските проходи Траянови врата и Момина клисура. Според една интерпретация на исторически извор от XV век тук през 1443 г. Мурад II провежда военен съвет по време на Дългия кръстоносен поход.[3]

Във всички махали на селото има изградени православни храмове.
- Храм „Свети апостол Петър“, Бальова махала – изграден през 1875. Обновен и осветен през 2000 г.
- Храм „Успение Богородично“, Гергичка махала - изграден е през 1868 година[4].
- Храм „Света Троица“, Вологарска махала – новоизграден
- Храм „Света Троица“, Трите къщи – новоизграден, осветен през 2005 година.